# WWE-pay-per-viewevenementen 2003
De WWE-pay-per-viewevenementen in 2003 bestond uit professioneel worstelevenementen, die door de WWE werden georganiseerd in het kalenderjaar 2003.
In 2003 introduceerde de organisator, toen de World Wrestling Entertainment genaamd, geen nieuwe evenementen. Dit jaar werd voor de laatste keer Insurrextion georganiseerd. Het jaarlijkse Bad Blood evenement keerde na afwezigheid van zes jaar terug.

## WWE-pay-per-viewevenementen in 2003
| Datum             | Evenement        | Locatie                  | Stad                       |
| ----------------- | ---------------- | ------------------------ | -------------------------- |
| 19 januari 2003   | Royal Rumble     | Fleet Center             | Boston (Massachusetts)     |
| 23 februari 2003  | No Way Out       | Bell Centre              | Montreal (Canada)          |
| 30 maart 2003     | WrestleMania XIX | Safeco Field             | Seattle (Washington)       |
| 27 april 2003     | Backlash         | Worcester Centrum        | Worcester (Massachusetts)  |
| 18 mei 2003       | Judgment Day     | Charlotte Coliseum       | Charlotte (North Carolina) |
| 7 juni 2003       | Insurrextion     | Telewest Arena           | Newcastle upon Tyne        |
| 15 juni 2003      | Bad Blood        | Compaq Center            | Houston (Texas)            |
| 27 juli 2003      | Vengeance        | Pepsi Center             | Denver (Colorado)          |
| 24 augustus 2003  | SummerSlam       | America West Arena       | Phoenix (Arizona)          |
| 21 september 2003 | Unforgiven       | Giant Center             | Hershey (Pennsylvania)     |
| 19 oktober 2003   | No Mercy         | 1st Mariner Arena        | Baltimore (Maryland)       |
| 16 november 2003  | Survivor Series  | American Airlines Center | Dallas (Texas)             |
| 14 december 2003  | Armageddon       | TD Waterhouse Centre     | Orlando (Florida)          |